# Горгофона
Горгофона в древногръцката митология се нарича дъщерята на Персей и Андромеда. Неин първи съпруг бил Периер, от когото имала двама сина – Левкип и Афарей. След него, Горгофона била съпруга на Ойбал от когото е майка на Хипокоонт, Тиндарей и Икарий.
- Горгофона (на гръцки: Γοργοφόνα) – „убийца на Горгона“) – в древногръцката митология е епитет на Атина.
- Аналогично, Горгофон (на гръцки: Γοργοφόνος) е епитет на Персей.